# Palazzo Farinacci

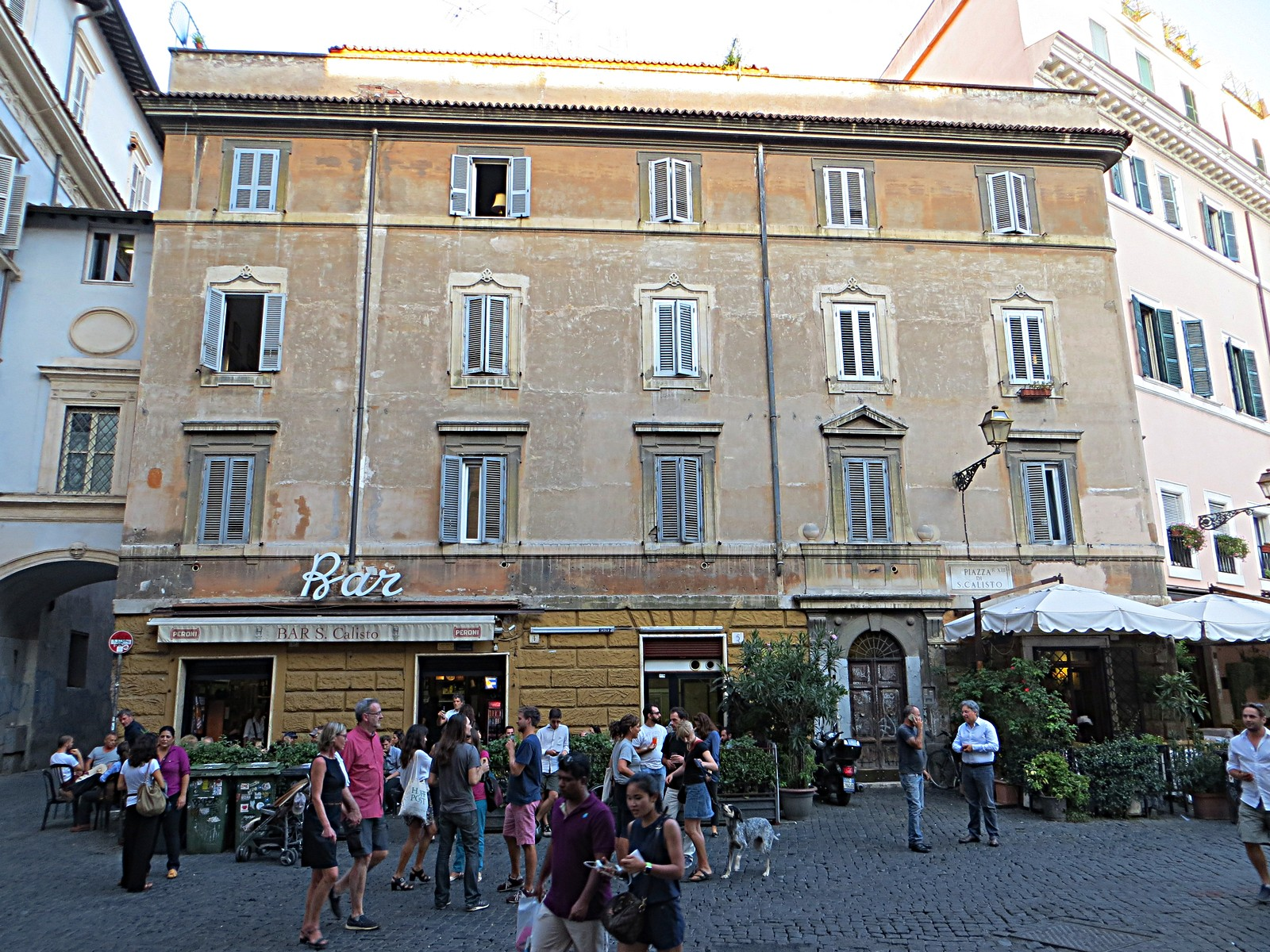
Vista da fachada. À esquerda está o Arco di San Callisto e à direita, o Palazzo Dal Pozzo.

Palazzo Farinacci é um palácio localizado na esquina da Piazza di San Callisto com a Via dell'Arco di San Callisto, no rione Trastevere de Roma, geminado ao Palazzo Dal Pozzo.

## História
À direita do Palazzo Dal Pozzo está localizado o Palazzo Farinacci, do século XVI, reestruturado no século seguinte e ligado ao Palazzo Cavalieri através do Arco di San Callisto (vide abaixo). O edifício se apresenta em três piso com cinco janelas cada um, arquitravadas no primeiro e de cornija simples no segundo. O térreo se abre num  belo portal com arquitrave e mísulas. O edifício é notável por ter sido residência do jurisconsulto Prospero Farinacci, que ficou muito famoso em 1585 por ter defendido Roberto Altemps, filho do cardeal Marco Sittico Altemps, acusado de ter estuprado uma moça. Ele conseguiu que ele fosse absolvido e recebeu por isso muitas honras. Contudo, ele não teve o mesmo sucesso na defesa da igualmente famosa Beatrice Cenci.
Apoiado neste edifício está o já mencionado Arco di San Callisto, marcado por duas curiosidades: na via ao longo do qual ele se estende (e que leva seu nome) ficava a Osteria della Vedovella, assim chamada por causa da presença de uma bela senhora que conseguia gerar o seu negócio de maneira muito adequada graças também à sua beleza; além disto, nesta via fica, na altura do número 43, a menor casa de Roma, com dois andares, uma escadaria externa e uma edícula do século XVIII com uma imagem da Madona.